# Dolgener See (Dolgen am See)
Der Dolgener See liegt zwischen den Städten Schwaan und Laage in der Gemeinde Dolgen am See, etwa 22 Kilometer von Rostock entfernt. 

## Beschreibung
Er ist ein Rinnensee in einer hügeligen Grundmoränenlandschaft und entstand während der letzten Eiszeit (Weichsel-Eiszeit) aus einer ehemaligen Schmelzwasserrinne, die sich nach dem Rückgang des Eises dauerhaft mit Wasser füllte. Die Anhöhen nördlich des Sees erreichen fast 70 m ü. NHN. Östlich liegt der namensgebende Ort Dolgen. Der See hat eine Länge von rund 2,9 Kilometern und eine Breite zwischen 250 Metern im Norden und fast 400 Metern im Süden. Das Gewässer besteht aus zwei Becken, welche durch eine Halbinsel voneinander getrennt sind. Auf der Halbinsel befindet sich eine ehemalige Burganlage. Das Seeufer wird fast ausschließlich als Acker- und Weideland genutzt. Im Norden befindet sich ein kleineres Waldgebiet. Das Gewässer liegt zusammen mit dem Hohen Sprenzer See im Landschaftsschutzgebiet Dolgener und Hohen Sprenzer See. Im Westen führt die Autobahn 19 und im Norden die Bahnstrecke Neustrelitz–Warnemünde am Seeufer vorbei. Von 1782 bis zum Jahre 1945 gehörte der Dolgener See zum Rittergut der Familie von Plessen.
Abweichend von der Größenangabe innerhalb des Landschaftsschutzgebietes von 81 ha wird der Dolgener See von der Landesregierung mit einer Größe von 78 ha ausgewiesen; der Pachtvertrag des vormaligen Eigentümers sowie der Landesanglerverband gehen von 87,5 ha Seefläche aus.
Folgende Hauptfischarten befinden sich in diesem Binnengewässer: Blei, Plötze, Rotfeder, Karpfen, Güster, Ukelei, Barsch, Hecht, Aal, Quappe, Karausche und Kaulbarsch.

## Name
Der Name Dolgener See leitet sich vom altslawischen Wort dlŭgŭ für lang ab.